# Società Polisportiva Ars et Labor 1967-1968
Questa voce raccoglie le informazioni riguardanti la Società Polisportiva Ars et Labor  nelle competizioni ufficiali della stagione 1967-1968.

## Stagione
La stagione 1967-1968 sarà l'ultima dei biancazzurri nella massima divisione in questo periodo aureo della loro storia. A far precipitare la situazione concorrono vari fattori: la malattia di Oscar Massei (una labirintite che obbliga lo storico capitano ad abbandonare l'attività nel corso della stagione), il grave infortunio al ginocchio occorso a Carlo Dell'Omodarme nell'amichevole estiva con i sovietici dello Spartak Mosca, la prolungata assenza di Maurizio Moretti, la cessione di Fabio Capello alla Roma (che frutterà 260 milioni di lire, a fronte dei 2 spesi per il cartellino del friulano cinque anni prima) e quella di Ivano Bosdaves al Napoli. A tutto ciò si aggiunge la riduzione della Serie A da 18 a 16 squadre, che rende l'ottenimento della salvezza ancora più difficile.
Per rimediare a tutto ciò non basterà l'emergere di alcuni interessanti giovani quali il portiere Renato Cipollini, la mezzala Domenico Parola, il terzino Paolino Stanzial, oltre ai primi passi di un giovanissimo Albertino Bigon.
Il campionato è sempre in bilico fino al 5 maggio, quando la SPAL perde 2-0 a Firenze ed è retrocessa nel campionato cadetto: dopo sedici stagioni in Serie A arriva un arrivederci che durerà quarantanove anni. Paolo Mazza ancora non lo sa, è convinto anzi di risalire subito come ha già fatto qualche anno prima. L'unica magra consolazione arriva al termine della stagione, quando gli estensi vincono la Coppa dell'Amicizia italo-svizzera.

## Rosa
| N. |                   | Ruolo | Calciatore          |
| -- | ----------------- | ----- | ------------------- |
|    | Italia (bandiera) | P     | Renato Cipollini    |
|    | Italia (bandiera) | P     | Carlo Mattrel       |
|    | Italia (bandiera) | P     | Gabriele Cantagallo |
|    | Italia (bandiera) | D     | Glauco Tomasin      |
|    | Italia (bandiera) | D     | Luigi Pasetti       |
|    | Italia (bandiera) | D     | Paolino Stanzial    |
|    | Italia (bandiera) | D     | Giulio Boldrini     |
|    | Italia (bandiera) | D     | Gianfranco Bozzao   |
|    | Italia (bandiera) | D     | Lauro Pomaro        |
|    | Italia (bandiera) | D     | Oscar Righetti      |
|    | Italia (bandiera) | C     | Arturo Bertuccioli  |
|    | Italia (bandiera) | C     | Domenico Parola     |
|    | Italia (bandiera) | C     | Edoardo Reja        |

| N. |                      | Ruolo | Calciatore             |
| -- | -------------------- | ----- | ---------------------- |
|    | Italia (bandiera)    | C     | Paolo Lazzotti         |
|    | Italia (bandiera)    | C     | Paolo Braca            |
|    | Argentina (bandiera) | C     | Oscar Massei           |
|    | Italia (bandiera)    | A     | Giovanni Brenna        |
|    | Italia (bandiera)    | A     | Orlando Rozzoni        |
|    | Italia (bandiera)    | A     | Albertino Bigon        |
|    | Italia (bandiera)    | A     | Alberto Reif           |
|    | Italia (bandiera)    | A     | Gildo Rizzato          |
|    | Italia (bandiera)    | A     | Gastone Bean           |
|    | Italia (bandiera)    | A     | Gianfranco De Bernardi |
|    | Italia (bandiera)    | A     | Luigi Palazzese        |
|    | Italia (bandiera)    | A     | Franco Tacelli         |
|    | Italia (bandiera)    | A     | Carlo Dell'Omodarme    |
|    | Italia (bandiera)    | A     | Ezio Vendrame          |

## Risultati

### Serie A

#### Girone di andata
| Arbitro: | Gonella (Torino) |

|            |           |                                  |
| Brenna 80’ | Marcatori | 15’, 52’, 78’ Sormani 53’ Hamrin |

| Arbitro: | Monti (Ancona) |

|             |           |  |
| Fontana 90’ | Marcatori |  |

| Arbitro: | Francescon (Padova) |

|  |           |             |
|  | Marcatori | 71’ Taccola |

| Arbitro: | Monti (Ancona) |

|  |           |            |
|  | Marcatori | 36’ Brenna |

| Arbitro: | Pieroni (Roma) |

|              |           |                          |
| Lazzotti 81’ | Marcatori | 19’ Bosdaves 25’ Orlando |

| Arbitro: | Genel (Trieste) |

|             |           |  |
| Carelli 47’ | Marcatori |  |

| Arbitro: | Picasso (Chiavari) |

|            |           |                                       |
| Parola 54’ | Marcatori | 19’ Vastola 37’ Anastasi 86’ Leonardi |

| Arbitro: | De Robbio (Torre Annunziata) |

|                                  |           |                            |
| Pascutti 21’ Tentorio 40’ (rig.) | Marcatori | 23’, 56’ Parola 89’ Brenna |

| Arbitro: | De Marchi (Pordenone) |

|                                |           |  |
| Massei 13’ (aut.) Bonfanti 61’ | Marcatori |  |

| Arbitro: | Angonese (Mestre) |

|           |           |  |
| Brenna 4’ | Marcatori |  |

| Arbitro: | Acernese (Roma) |

|                       |           |  |
| Riva 67’ Hitchens 69’ | Marcatori |  |

| Arbitro: | Carminati (Milano) |

|                    |           |  |
| Rozzoni 57’ (rig.) | Marcatori |  |

| Arbitro: | De Marchi (Pordenone) |

|            |           |  |
| Danova 50’ | Marcatori |  |

| Arbitro: | Acernese (Roma) |

|             |           |  |
| Rozzoni 79’ | Marcatori |  |

| Arbitro: | D'Agostini (Roma) |

|                           |           |  |
| Leoncini 36’ De Paoli 64’ | Marcatori |  |

#### Girone di ritorno
| Arbitro: | Toselli (Cormons) |

|                                  |           |                      |
| Sormani 15’ Rivera 66’ Prati 89’ | Marcatori | 11’ Bigon 19’ Bozzao |

| Arbitro: | Motta (Monza) |

|                                     |           |  |
| Rozzoni 78’ (rig.), 84’, 86’ (rig.) | Marcatori |  |

| Arbitro: | Carminati (Milano) |

|                     |           |             |
| Righetti 29’ (rig.) | Marcatori | 74’ Rozzoni |

| Arbitro: | De Marchi (Pordenone) |

|                              |           |            |
| Lazzotti 14’, 20’ Parola 26’ | Marcatori | 73’ Braida |

| Arbitro: | Vacchini (Milano) |

|                     |           |  |
| Stanzial 76’ (aut.) | Marcatori |  |

| Ferrara 25 febbraio 1968 21ª giornata | SPAL              | 0 – 0 | Torino | Stadio Comunale\| Arbitro: \| Angonese (Mestre) \| |
| Arbitro:                              | Angonese (Mestre) |       |        |                                                    |

| Arbitro: | De Robbio (Torre Annunziata) |

|                           |           |  |
| Anastasi 45’ Sogliano 61’ | Marcatori |  |

| Arbitro: | Pieroni (Roma) |

|            |           |                                   |
| Brenna 41’ | Marcatori | 26’ Pascutti 36’ Roversi 68’ Pace |

| Arbitro: | Monti (Ancona) |

|            |           |                          |
| Brenna 54’ | Marcatori | 39’ Facchetti 69’ Suárez |

| Arbitro: | Lo Bello (Siracusa) |

|                 |           |  |
| Francesconi 49’ | Marcatori |  |

| Arbitro: | Carminati (Milano) |

|            |           |  |
| Brenna 50’ | Marcatori |  |

| Arbitro: | Sbardella (Roma) |

|  |           |              |
|  | Marcatori | 84’ Stanzial |

| Arbitro: | D'Agostini (Roma) |

|                   |           |  |
| Bertuccioli 90+2’ | Marcatori |  |

| Arbitro: | Carminati (Milano) |

|                           |           |  |
| Maraschi 35’ De Sisti 86’ | Marcatori |  |

| Arbitro: | Angonese (Mestre) |

|  |           |           |
|  | Marcatori | 9’ Zigoni |

### Coppa Italia
| Arbitro: | Motta (Milano) |

|                                               |           |          |
| Orlando 26’ Altafini 62’ Cané 83’ Barison 86’ | Marcatori | 21’ Reif |